# Галас Василь
Василь Га́лас (нар. 1898, Ельвеш — пом. 1943, Вільхівка) — український гончар, народний майстер кераміки.
Виготовляв ужитковий, декоративно-ужитковий, фігурний посуд, оздоблений рослинним орнаментом, збагаченим геометричними елементами. Роботи виконані підполивним розписом із використанням техніки «урізу». Серед робіт декоративні тарелі, глечики, корчаги.